# Internationaux de Nouvelle-Calédonie 2008
Gli Internationaux de Nouvelle-Calédonie 2008 sono stati un torneo di tennis giocato nel 2008 sul Rebound Ace con palline Slazenger. Il torneo faceva parte della categoria ATP Challenger Series nell'ambito dell'ATP Challenger Series 2008. Il torneo si è giocato a Nouméa in Nuova Caledonia, dal 1º al 6 gennaio 2008. Il montepremi previsto era di 75 000 $+H.

## Partecipanti singolare

### Teste di serie
| Nazionalità | Giocatore         | Ranking | Testa di serie |
| ----------- | ----------------- | ------- | -------------- |
| Francia     | Nicolas Devilder  | 115     | 1              |
| Italia      | Flavio Cipolla    | 142     | 2              |
| Stati Uniti | Kevin Kim         | 178     | 3              |
| Francia     | David Guez        | 184     | 4              |
| Regno Unito | Alex Bogdanović   | 190     | 5              |
| Francia     | Jeremy Chardy     | 192     | 6              |
| Rep. Ceca   | Jan Mertl         | 196     | 7              |
| Francia     | Laurent Recouderc | 213     | 8              |

### Altri partecipanti
Giocatori che hanno ricevuto una wild card:
- Nicolas N'Godrela
- Jean-Rene Lisnard
- Maxime Chazal
- Norikazu Sugiyama

Giocatori che sono passati dalle qualificazioni:
- Yvonick Rivat
- Anthony Azcoaga
- Philippe Poignon
- Aurelien David

## Partecipanti doppio

### Teste di serie
| Nazionalità | Giocatore         | Nazionalità | Giocatore       | Testa di serie |
| ----------- | ----------------- | ----------- | --------------- | -------------- |
| Italia      | Flavio Cipolla    | Italia      | Simone Vagnozzi | 1              |
| Monaco      | Jean-Rene Lisnard | Monaco      | Thomas Oger     | 2              |
| Rep. Ceca   | Jan Mertl         | Austria     | Martin Slanar   | 3              |
| Svizzera    | Stephane Bohli    | Francia     | Jeremy Chardy   | 4              |

## Punti e Montepremi
|           | Vincitore | Finalista | SF     | QF     | 2R     | 1R    | Q |
| --------- | --------- | --------- | ------ | ------ | ------ | ----- | - |
| Punti     | 70        | 49        | 31     | 16     | 7      | 0     | 3 |
| $ Singolo | 10 800 $  | 6360 $    | 3750 $ | 2200 $ | 1290 $ | 780 $ |   |
| $ Doppio  | 4650 $    | 2700 $    | 1620 $ | 960 $  | 540 $  |       |   |

## Campioni

### Singolare
Flavio Cipolla ha battuto in finale  Stéphane Bohli con il punteggio di 6–4, 7–5

### Doppio
Flavio Cipolla /  Simone Vagnozzi hanno battuto in finale  Jan Mertl /  Martin Slanar con il punteggio di 6–4, 6–4